# Ian Dougald McLachlan
Ian Dougald McLachlan CB CBE DFC  (Melbourne, 23 de Julho de 1911 – Sydney, 14 de Julho de 1991) foi um militar e piloto da Real Força Aérea Australiana (RAAF). Nascido em Melbourne, foi um cadete do Real Colégio Militar em Duntroon, antes de se juntar à força aérea em Dezembro de 1930. Depois de prestar serviço como instrutor e como piloto, assumiu o comando do Esquadrão N.º 3 em Dezembro de 1939, liderando-o em combate no Médio Oriente menos de um ano depois. Condecorado com a Cruz de Voo Distinto, regressou à Austrália em 1942 para comandar bases aéreas em Camberra e Melbourne. No ano seguinte foi transferido para o Sudoeste do Pacífico, onde comandou a Asa N.º 71 e a Asa N.º 73. Depois de ser promovido a Group Captain (Coronel), assumiu a chefia do Comando da Área do Sul da RAAF em 1944, e no ano seguinte o da Asa N.º 81 nas Índias Orientais Holandesas.
Promovido a Comodoro do Ar em 1946, McLachlan serviu como comandante do Grupo Aéreo da Comunidade Britânica, no Japão, até 1948. Após liderar o Comando da Área Nordeste entre 1951 e 1953, foi nomeado Comandante da Ordem do Império Britânico e colocado na Inglaterra, onde frequentou o Colégio Imperial de Defesa. Promovido a Vice-Marechal do Ar, regressou à Austrália em 1957 e tornou-se comandante do Comando de Treino; neste papel, ele levou a cabo duas grande revisões do sistema educacional e de comando da RAAF. Entre 1959 e 1961 foi Vice-chefe do Estado-Maior, e depois líder do Serviços Conjuntos Australianos, em Washington, D.C., até 1963. Nomeado Companheiro da Ordem do Banho em 1966, McLachlan foi nomeado Membro Aéreo do Abastecimento e Equipamento, tendo se retirado da RAAF em 1968. Depois da força aérea, foi consultor da Northrop e viveu em Darling Point, Sydney, até à sua morte em 1991.

## Início de carreira
Filho de Dugald e Bertha McLachlan, Ian McLachlan nasceu no subúrbio de South Yarra em Melbourne, Vitória, no dia 23 de Julho de 1911. Depois de estudar na Escola Secundária de Melbourne, entrou no Real Colégio Militar em Duntroon, em 1928. Foi um de quatro cadetes patrocinados pela RAAF naquele ano, que na altura não tinha a sua própria instituição de ensino. Cortes e medidas de austeridade provocadas pela Grande Depressão fizeram com que os quatro cadetes fossem transferidos a meio de curso para a RAAF, ficando a meio do curso de quatro anos. Embora tenham lhes oferecido posições nos Serviços Públicos Australianos e contratos com a Real Força Aérea, todos os quatro alunos decidiram ficar na RAAF.
Juntando-se oficialmente à força aérea no dia 10 de Dezembro de 1930, McLachlan completou o seu treino de pilotagem no ano seguinte. Foi incorporado como piloto em 1932, e durante os cinco anos seguintes desempenhou várias funções de instrução e pilotagem. Em 1937, foi um dos membros de um contingente da RAAF colocado na Inglaterra para celebrar a coroação do rei Jorge VI. Promovido a Tenente de Voo, foi-lhe dado o comando do Esquadrão N.º 3, que operava aviões Hawker Demon a partir da Estação de Richmond, em Nova Gales do Sul, no dia 4 de Dezembro de 1939. No dia 1 de Fevereiro de 1940, foi promovido a Líder de Esquadrão, e liderou a sua unidade até ao Médio Oriente no dia 15 de Julho.

## Segunda Guerra Mundial

### Médio Oriente

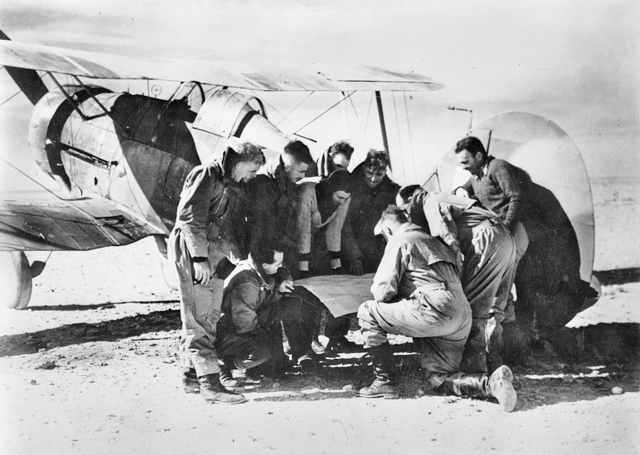
McLachlan (segundo à direita) numa reunião com pilotos do Esquadrão N.º 3, ao pé de um Gloster Gladiator no Egipto, em Janeiro de 1941

Depois de embarcar em direcção da Bombaim, na Índia, o Esquadrão N.º 3 chegou ao Suez, no Egipto, no final de Agosto de 1940. No seu papel original de apoio ao exército, mais propriamente à 6ª Divisão australiana na Campanha do Norte de África, o esquadrão estava equipado com os obsoletos Gloster Gladiator, caças biplanos, e aviões de observação Westland Lysander. Como parte da preparação para as operações bélicas, McLachlan organizou exercícios de treino juntamente com a 6ª Divisão, além de exames escritos para testar os conhecimentos de cada um dos seus homens e treinos de comunicação ar-terra.
Descrito pelo historiador Alan Stephens como um militar "capaz", McLachlan liderou o Esquadrão N.º 3 na Batalha de Sidi Barrani em Dezembro de 1940, e mais tarde na Batalha de Bardia e na captura de Tobruk em Janeiro de 1941. Antes de ser equipada com aviões Hawker Hurricane, a unidade foi creditada por destruir doze aeronaves italianas com a perda de apenas cinco aviões Gladiator e dois pilotos; McLachlan abateu um Fiat CR.42 no dia 10 de Dezembro de 1940, na mesma batalha em que o seu camarada de esquadrão e futuro ás da aviação Gordon Steege obteria a sua primeira vitória. O Marechal do Ar Sir Arthur Longmore louvou McLachlan e o seu esquadrão pela "grande moral e adaptabilidade às condições do deserto".
McLachlan foi condecorado com a Cruz de Voo Distinto pela sua "qualidade como piloto de caças e capacidade de liderança mesmo quando se deparando com o inimigo em número superior"; a citação foi publicada no London Gazette de 11 de Fevereiro de 1941 sob o nome "Ian Duncan MacLachlan". Foi o primeiro piloto da RAAF a ser condecorado na Segunda Guerra Mundial. Promovido a Comandante de Asa, tomou o comando do recém-estabelecido Aeródromo de Benina, em Benghazi, no dia 13 de Fevereiro, entregando o comando do Esquadrão N.º 3 ao Líder de Esquadrão Peter Jeffrey. Por volta de Maio de 1941, McLachlan desempenhava funções como oficial para o novo comandante das forças aéreas britânicas no médio oriente, o Marechal do Ar Arthur Tedder. O Quadro Aéreo em Melbourne, liderado pelo Chefe do Estado-Maior, o Marechal Sir Charles Burnett, não foi informado sobre esta mudança de funções, e com alguma dificuldade abriu uma excepção à "decisão unilateral" da RAF em nomear McLachlan, apesar de mais tarde ter consentido que McLachlan desempenhasse aquela função para coordenar qualquer assunto relativamente ao pessoal da RAAF na região; em Julho, voltou para a Austrália.

### Sudoeste do Pacífico
Em 1942 McLachlan tomou o comando da Estação de Camberra e, mais tarde, na Estação de Laverton, em Vitória. Colocado na Nova Guiné, tornou-se no comandante inaugural da Asa N.º 71 em Milne Bay, em Fevereiro de 1943. A asa era composta pelo Esquadrão N.º 6 (que pilotava aviões Lockheed Hudson), pelo Esquadrão N.º 75 (que operava aviões P-40 Kittyhawk) e pelo Esquadrão N.º 100 (que operava aviões Bristol Beaufort). A asa ficou sob o controle do Grupo Operacional N.º 9, a unidade de combate por excelência da RAAF no Sudoeste do Pacífico, cujo propósito era o de agir como uma força móvel de ataque em apoio ao avanço das tropas aliadas. Em Março os Beaufort participaram na Batalha do Mar de Bismarck, um "combate aéreo decisivo" na Área do Sudoeste do Pacífico de acordo com o General Douglas MacArthur, embora não tenham conseguido atacar nenhuma embarcação japonesa.

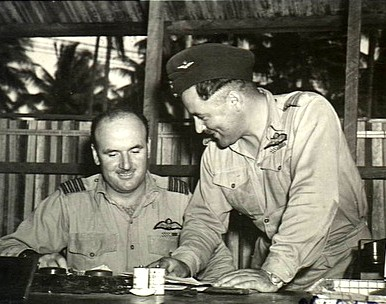
McLachlan (à esquerda) com Bill Garing em Port Moresby, New Guinea, Nova Guiné, por volta de 1943

Em Junho de 1943, McLachlan foi promovido a Capitão de Grupo e foi-lhe dado o comando da Asa N.º 73. Ele estabeleceu o seu quartel-general na ilha Goodenough, onde ficou responsável por organizar a asa em uma formação de combate que consistia no Esquadrão N.º 76 e no Esquadrão N.º 77 (ambos pilotavam aviões Kittyhawk) e no Esquadrão N.º 79 (que pilotava caças Spitfire). Além de providenciar defesa aérea a nível local, e escolta a bombardeiros australianos, os Kittyhawk estavam armados com bombas incendiárias e de outras finalidades para que pudessem realizar missões de ataque ar-solo, uma prática que já havia sido posta em prática pelos militares da Commonwealth no teatro do Médio Oriente. Em Agosto, a asa foi transferida para Kiriwina, enquanto a outra formação do Grupo N.º 9, a Asa N.º 71, adquiriu a responsabilidade pela ilha Goodenough. Nomeado oficial superior do pessoal aéreo no Grupo N.º 9, McLachlan entregou o comando da Asa N.º 73 ao Comandante de Asa Gordon Steege em Outubro de 1943. Na recta final do mandato nesta posição, McLachlan disse ao seu antigo comandante, o Comodoro do Ar Joe Hewitt, que as Forças Aéreas do Exército dos Estados Unidos estavam "um passo à frente" da RAAF, que estava a ficar para trás para "limpar os restos" da resistência japonesa. Ele receava especialmente que os pilotos da RAAF ficassem inquietos ou desmoralizados por os norte-americanos tomarem conta de toda a acção. Menos de um ano depois, a moral entre os pilotos da RAAF desceu a um nível tão baixo que oito dos melhores pilotos da RAAF ameaçaram "despedir-se" se a situação não fosse alterada. Esta situação ficou conhecida como o Motim de Morotai.
Em Março de 1944, McLachlan tomou o comando do Comando da Área do Sul, em Melbourne, com a responsabilidade de realizar operações de patrulha marítima, escolta de comboios e guerra antissubmarinos nas águas do sul da Austrália; em Janeiro de 1945, foi rendido pelo Group Captain Charles Eaton. Mencionado em despachos no dia 9 de Março de 1945 pelo seu serviço distinto, McLachlan regressou à acção no Sudoeste do Pacífico como comandante da Asa N.º 81, que era composta pelo Esquadrão N.º 76, Esquadrão N.º 77 e Esquadrão N.º 82; os três esquadrões operavam aviões Kittyhawk. Parte da Primeira Força Aérea Táctica Australiana nas Índias Orientais Holandesas, a asa participou em várias operações como a batalha de Tarakan e na invasão de Labuan, ficando estacionada nesta base até ao momento em que a guerra do Pacífico terminou em Agosto de 1945.

## Carreira no pós-guerra

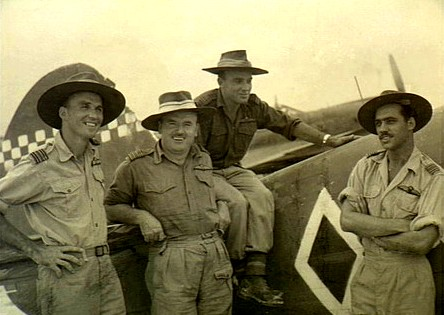
McLachlan (segundo à esquerda) com pilotos da Asa N.º 81 em Labuan, em Setembro de 1945

Depois do cessar das hostilidades, McLachlan voluntariou-se para servir na força de ocupação aliada no Japão. Ele casou-se com Margaret Helen Chrystal no dia 5 de Janeiro de 1946; tiveram um filho e uma filha. Promovido a Comodoro do Ar no dia 1 de Março, foi nomeado oficial superior do pessoal aéreo do Grupo Aéreo da Comunidade Britânica, com quartel-general em Kure e responsável pela Asa N.º 81 da RAAF, assim como dos esquadrões da Real Força Aérea, Real Força Aérea Neozelandesa e Força Aérea Indiana. Regressando à Austrália em 1948, serviu como Air Commodore Operations no quartel-general da RAAF, em Melbourne, na altura em que o English Electric Canberra foi encomendado para se tornar no primeiro bombardeiro a jacto da Austrália, em parte pela sua capacidade em transportar e lançar armamento nuclear. Ele completou o seu mandado em Setembro de 1951 e tornou-se comandante do Comando da Área Nordeste, em Townsville, Queensland. Depois de ter sido nomeado Comandante da Ordem do Império Britânico em 1954, McLachlan foi colocado na Inglaterra por três anos; primeiro, frequentou o Colégio Imperial de Defesa, em Londres, e depois serviu como Director do Treino de Voo da RAF no Air Ministry durante 1955 – 56. Promovido a Vice Marechal do Ar, regressou à Austrália em 1957 para se tornar comandante do Comando de Treino em Melbourne.
Como comandante do Comando de Treino, McLachlan realizou duas revisões que teriam mais tarde, de acordo com a história oficial da RAAF no pós-guerra, "um efeito significante na força aérea dos anos 60". Em 1957, por proposta do Membro Aéreo do Pessoal, o Vice-Marechal do Ar Frederick Scherger, McLachlan formou um comité para rever a eficácia do programa do Colégio da RAAF para determinar se o que era leccionado ia ao encontro das futuras necessidades da força aérea, na era dos mísseis guiados e do armamento nuclear. Isto levou à implementação de uma política na qual os cadetes começariam a passar por um percurso académico semelhante ao de outros serviços armados; consequentemente, o colégio foi rebaptizado como Academia da RAAF. A história oficial da RAAF considera que o resultado foi parcialmente bem-sucedido; apesar de os cadetes terminarem os cursos com um alto grau de qualificação, eram educados numa disciplina rígida de uma força aérea que acabou por nunca existir, uma força aérea que se tornasse dependente de mísseis em vez de aeronaves pilotadas. Em 1959, McLachlan presidiu a um comité para rever as mudanças na estrutura de comando da RAAF que havia sido realizadas em 1953 – 54, de uma força aérea baseada na geografia para uma força aérea baseada num sistema funcional, assente em três comandos: o Comando Doméstico, o Comando de Manutenção e o Comando de Treino. Concluindo que a mudança havia reduzido extras desnecessários e aumentado a eficácia, ele propôs uma maior racionalização ao fundir o Comando de Treino e o Comando de Manutenção para formar o Comando de Apoio. O seu plano foi implementado, e foi a sua recomendação que o Comando Doméstico, responsável pelas operações aéreas, fosse rebaptizado como Comando Operacional.

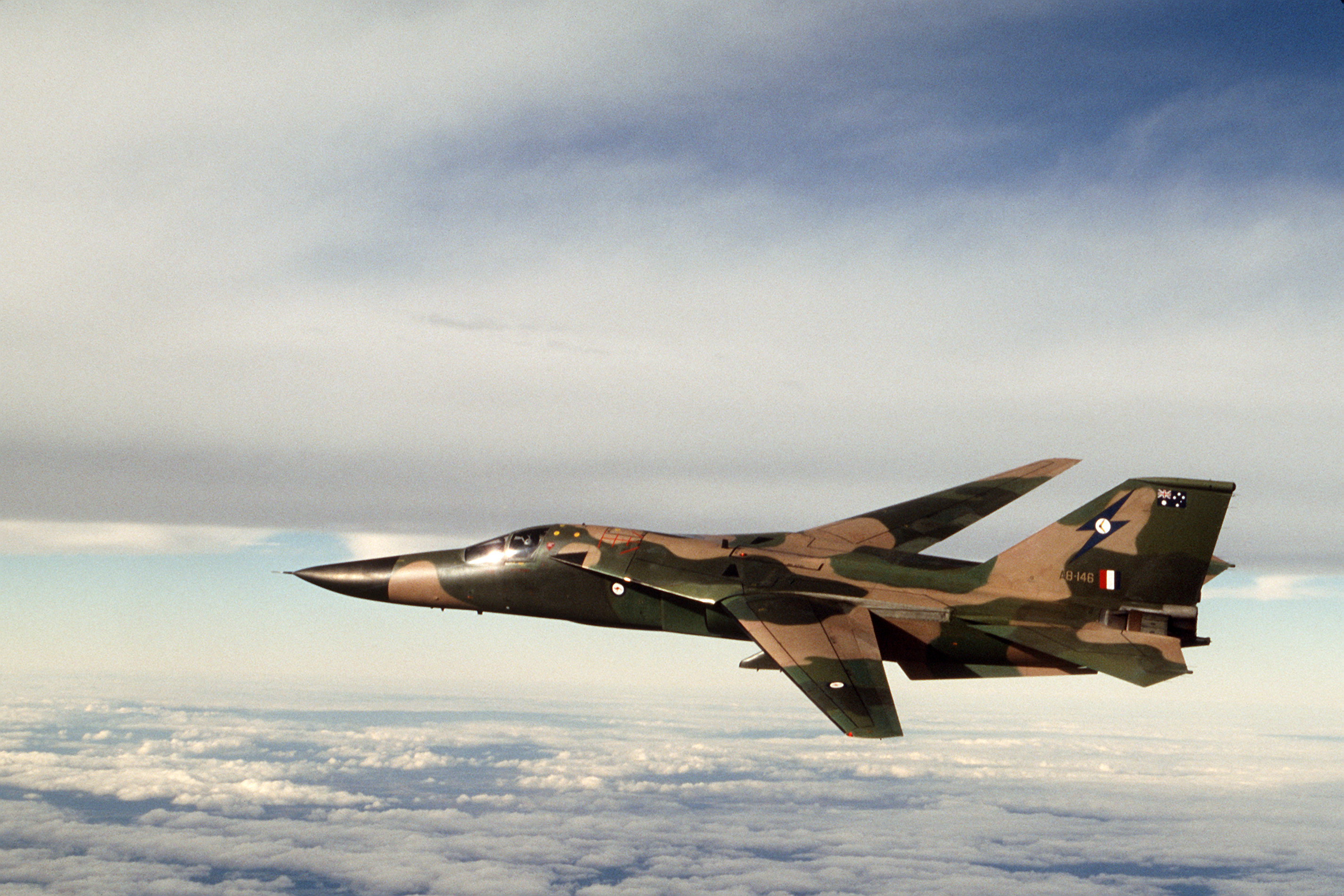
O bombardeiro F-111C, aeronave que viu 24 unidades encomendadas pela RAAF enquanto McLachlan estava adido em Washington. Desde o início ele teve dúvidas sobre se a entrega da aeronave se realizaria dentro do prazo e dentro do orçamento

McLachlan foi nomeado Vice-chefe do Estado-Maior da RAAF em 1959, antes de ser destacado para Washington, D.C. em 1961, como líder nos Serviços Conjuntos Australianos. Durante o seu mandato nos Estados Unidos, a Austrália encomendou o bombardeiro a jacto General Dynamics F-111C como substituto do Canberra. Apesar dos detalhes e dos prazos acordados sobre esta encomenda, McLachlan confidenciou a um colega que tinha sérias dúvidas sobre quando a RAAF realmente iria ter o F-111 em sua posse, e que custo final esta aquisição teria. De acordo com o historiador da força aérea Alan Stephens, "mesmo para um homem tão perspicaz e sarcástico como McLachlan, tal comentário provaria ser uma observação dolorosamente presciente", dado que o novo bombardeiro só foi entregue à RAAF seis anos depois do previsto e ultrapassando massivamente o orçamento previsto. Depois de regressar de Washington, McLachlan tornou-se Membro Aéreo do Abastecimento e Equipamento em Fevereiro de 1964. Nesta posição, ele fazia parte do Quadro Aéreo, o corpo que controlava a RAAF e que era composto pelos oficiais mais graduados do ramo, sendo presidido pelo Chefe do Estado-Maior. Como Membro Aéreo, ele trabalhou no sentido de aumentar a quantidade de oficiais de abastecimento, depois de um aumento semelhante ter sido realizado com os oficiais engenheiros na parte técnica da RAAF. Em 1966 foi nomeado Companheiro da Ordem do Banho, sendo citado reforçando a sua participação nos dois comités históricos que reorganizaram o Colégio da RAAF e a estrutura de comando da RAAF no final dos anos 50. O processamento electrónico de dados disseminou-se pela força aérea durante o mandato de McLachlan, e em 1968 o sistema de abastecimento da RAAF estava computadorizado.

## Reforma
McLachlan terminou o seu mandato como Membro Aéreo no dia 23 de Julho de 1968 e retirou-se da RAAF; no mesmo ano, divorciou-se da mulher. Depois de abandonar o ramo aéreo australiano, tornou-se um consultor aeronáutico na Northrop, e foi presidente da Information Electronics Pty Ltd a partir de 1983, servindo em ambas as posições até 1987. Foi também presidente do Pokolbin Winemakers entre 1970 e 1975. Na reforma, ele continuou interessado na defesa da Austrália, juntando-se em 1975 a um grupo de especialistas, que incluía o antigo Chefe do Estado-Maior da RAAF Sir Alister Murdoch, que promovia a incorporação de armamento nuclear no arsenal do país. Um residente de Sydney, Ian McLachlan faleceu no dia 14 de Julho de 1991.